# Walther Reusch
Walther Reusch (Frankfurt, 28 november 1906 - Hamburg, 11 augustus 2002) was een Duits 'Kriegsverwaltungsrat' in België tijdens de Tweede Wereldoorlog en een kenner van de Nederlandse taal en de Vlaamse politieke toestanden.

## Levensloop
Reusch studeerde rechten aan de universiteiten van Frankfurt, Graz, Leuven en Gießen. In deze laatste doctoreerde hij op een proefschrift over de taalwetgeving op administratief gebied in België. Als student was hij betrokken bij de werking van het Verein Deutsche Studenten (VDSt). Terwijl hij in Brussel verbleef had hij contacten met enkele Vlaams-nationalistische kringen. Van 1926 tot 1929 deed hij elk jaar, in opdracht van het VDSt, een reis door Vlaanderen en ontmoette er vertegenwoordigers van de studentenverenigingen. Hij bezocht ook August Borms, Felix Timmermans, Stijn Streuvels, Jef Van Hoof en - in Frans-Vlaanderen - Camille Looten. Hij nam deel aan twee Groot-Nederlandse studentencongressen: in Wageningen in 1927 en in Leuven in 1928 en was ook tweemaal aanwezig op een IJzerbedevaart.
In 1929 werkte hij in Berlijn voor de Grenzlandstiftung. Deze door het VDSt opgerichte stichting bekommerde zich om de relaties met Duitse minderheden in diverse landen en met Duitsvriendelijke volksgroepen, waaronder zich de Vlamingen bevonden. Hij werd medevoorzitter van de stichting. Een van zijn activiteiten was het houden van voordrachten over de Vlaamse kwestie voor Duitse jeugd- en studentenverenigingen. Tot in 1933 publiceerde hij artikels in Duitse tijdschriften over evoluties in Vlaanderen. Hij was ook betrokken bij studiereizen van Duitse studenten naar Vlaanderen en bij besprekingen over Vlaams-Duitse studentenuitwisselingen.
Al deze activiteiten maakten van hem een geschikte persoon om, tijdens de Tweede Wereldoorlog, ingeschakeld te worden in de Flamenpolitik. Hij werd aangesteld als 'Kriegsverwaltungsrat' onder 'Oberkriegsverwaltungsrat' Franz Thedieck. Hij was voornamelijk betrokken bij de samenwerking van de Duitse bezettingsmachten met de Belgische secretarissen-generaal. Hij was het volledig eens met de politiek van 'Militärverwaltungschef' Eggert Reeder die het VNV steunde als enige partij die in Vlaanderen nuttig was voor de bezetter, als partij van rust en orde.

## Na de oorlog
Teruggekeerd naar het burgerleven, trad Reusch in dienst van de stadstaat Hamburg. Hij klom er op tot directeur van de Openbare Werken, belangrijke opdracht in een stad die zwaar gehavend uit de oorlog was gekomen. In 1971 ging hij met pensioen.
Hij werd vervolgens directeur van de Stichting F.v.S. en werd aldus de naaste medewerker van de mecenas Alfred Toepfer. Hij werd de spil van de talrijke adviesraden die tot vijftig prijzen per jaar uitreikten, onder meer de Rembrandtprijs en de Joost van den Vondelprijs. Toen hij tachtig werd, wilde hij het rustiger aan gaan doen, maar Toepfer, die twaalf jaar ouder was, zegde hem "Geen sprake van".
De prijzen die Nederlanders of Belgen betroffen, lieten hem toe vele relaties uit de vooroorlogse tijd of uit de oorlogsjaren weer nauwer aan te halen. Hij bereikte de hoge leeftijd van zesennegentig jaar.

## Publicaties
- Das Kulturelle Leben Luxemburgs und der Luxemburgische student, in: Akademische Blätter, 1927.
- Der Vlämische Nationalismus, in: Archiv für Politik und Geschichte, 1929.
- Ein Deutsche über die flämische Bewegung, in: Der Student, 1928.
- Der flämisched Freiheitskamp, in: Der Student, 1929.
- Ein Kampfsemester an der Universität Löwen, in: Der Student, 1929.
- Die Lage in Eupen-Malmedy, in: Akademische Blätter, 1929.
- Dr. Borms und das Belgische Amnestiegesetz, in: Das Deutsche Volk, 1929.
- Der Kampf um die flämische Hochschule, in: Akademische Blätter, 1930.
- Streik an der flämische Universität Gent, in: Akademische Blätter, 1933.
- Die Sprachengesetzgebung auf dem Gebiete der Verwaltung in Belgien, 1935.